# Římskokatolická farnost Číhošť
Římskokatolická farnost Číhošť je územní společenství římských katolíků s farním kostelem Nanebevzetí Panny Marie. Organizačně spadá do humpoleckého vikariátu, který je jedním ze čtrnácti vikariátů královéhradecké diecéze. 

## Duchovní správa
- 1896–1920 R.D. Pavel Langr
- 1920–1923 R.D. Eduard Franc
- 1923–1924 R.D. Alois Flesar
- 1924–1931 R.D. František Boháč
- 1931–1932 R.D. Josef Šulc

- 1932–1940 R.D. František Konáš, administrátor[pozn. 1]
- 1940–1943 R.D. Jan Beran
- 1943–1948 R.D. ThDr. Josef Pokorný
- 1948–1950 R.D. Josef Toufar
- 1950–1951 P. Řehoř Josef Papež, OSA
- 1952–1954 R.D. Bohumil Janko
- 1954–1979 R.D. Karel Kavřík
- 1979–1992 R.D. Josef Pípal
- 1992–2007 Mons. Ing. Josef Pospíšil, administrátor excurrendo ze Světlé nad Sázavou
- 2007–2013 Mons. Ing. Josef Pospíšil, farář
- 2013–2014 D. Mgr. Marek Marcel Šavel, O.Praem., administrátor excurrendo z Humpolce
- 2014–2018 R.D. Ing. Tomáš Fiala[1], administrátor excurrendo ze Světlé nad Sázavou
- 2018–současnost R.D. Mgr. Pavel Jäger, administrátor excurrendo ze Světlé nad Sázavou[2]

## Bohoslužby

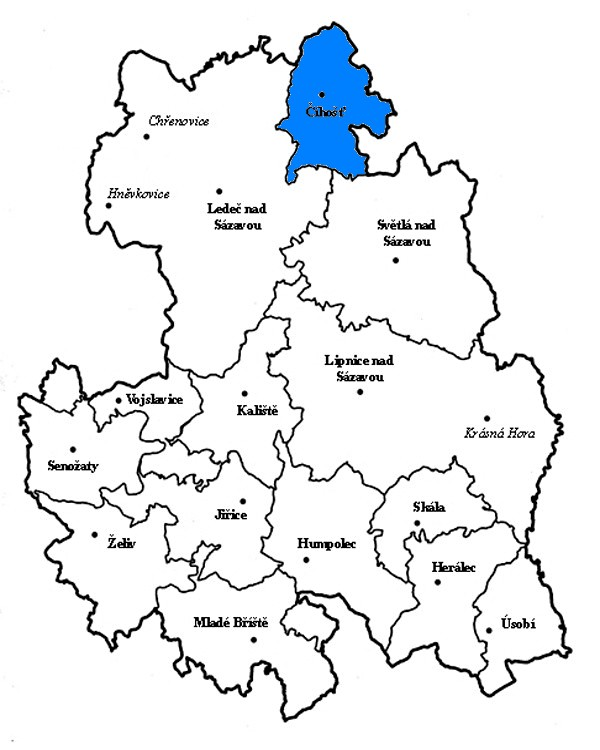
Římskokatolická farnost Číhošť na mapě Humpoleckého vikariátu

| Kostel                               | Místo  | Den                | Hodina | Poznámka  |
| ------------------------------------ | ------ | ------------------ | ------ | --------- |
| Farní kostel Nanebevzetí Panny Marie | Číhošť | Neděle             | 11.00  |           |
| Farní kostel Nanebevzetí Panny Marie | Číhošť | 1. pátek v měsíci  | 15.30  | zimní čas |
| Farní kostel Nanebevzetí Panny Marie | Číhošť | 1. pátek v měsíci  | 16.30  | letní čas |
| Farní kostel Nanebevzetí Panny Marie | Číhošť | 2. sobota v měsíci | 09.30  |           |